# Кулиев, Ибрагим Гаджибаба оглы
Ибрагим Гаджибаба оглы Кулиев (азерб. İbrahim Hacıbaba oğlu Quliyev; 23 мая 1959 — 16 января 2010) — музыковед, кандидат искусствоведения, заслуженный деятель искусств Азербайджана (2008).

## Биография
Кулиев Ибрагим Гаджибаба оглы родился в семье Кулиевых-Бадалбейли 23 мая 1959 года в Баку. Его бабушка, Рагима ханум Бадалбейли, происходила из древнего и знатного рода Каджаров — она была внучкой принца Бахман-Мирзы Каджара.
В 1976 г. Ибрагим окончил Специальную музыкальную школу им. Бюльбюля, и в том же году поступил в Азербайджанскую Государственную Консерваторию им У. Гаджибейли на фортепианный факультет.

### Карьера
С 1985-го по 1995 год занимал должность завуча детской музыкальной школы № 13. В 1995 году был создан неправительственный благотворительный фонд Друзья культуры Азербайджана, ныне переименованный в Фонд Культуры Азербайджана. Председателем фонда является Первая леди Азербайджанской Республики Мехрибан ханум Алиева. С 1995 по 2010 год И. Кулиев являлся исполнительным директором этого фонда.
Одновременно занимал должность заместителя председателя Союза музыкальных деятелей Азербайджана под председательством Фархада Бадалбейли.
С 1996 года принимал участие в публикации журнала «Каспиан» («Caspian»).
С 1998 по 2003 год являлся директором по производству культурно-исторического журнала «Азербайджан Ирс». Учредителем журнала является Мехрибан ханум Алиева, главным редактором — Ариф Пашаев.
С 2003 года работал старшим преподавателем в Бакинской Музыкальной Академии на кафедре концертмейстеров.
Входил в состав членов жюри телевизионного конкурса «Мугам», который проходил на основании проекта Фонда Культуры Азербайджана и при поддержке Фонда Гейдара Алиева в 2005 и 2007 гг.
В 2009 году был назначен директором Международного Мугамного Центра.

### Научная деятельность
В 2002 году защитил диссертацию на тему «Творчество Афрасияба Бадалбейли в контексте азербайджанского музыкального искусства XX века» и получил степень кандидата искусствоведения. В 2008 году были изданы написанные Кулиевым книги «Маэстро» и «Маэстро говорил так» о жизни и творчестве азербайджанского композитора и дирижёра Афрасияба Бадалбейли.
Кулиев также является автором ряда статей о Муслиме Магомаеве, Рашиде Бейбутове и других музыкальных деятелях.
Умер 16 января 2010 года.

## Семья
Супруга — Гюльнара Кулиева. Двое детей, Мастура (1986 г.), Фидан (1988 г.)

## Награды
17 сентября 2008 года по указу Президента Азербайджанской Республики Ильхама Алиева получил звание «Заслуженного деятеля искусств».